# Rhipiceridae

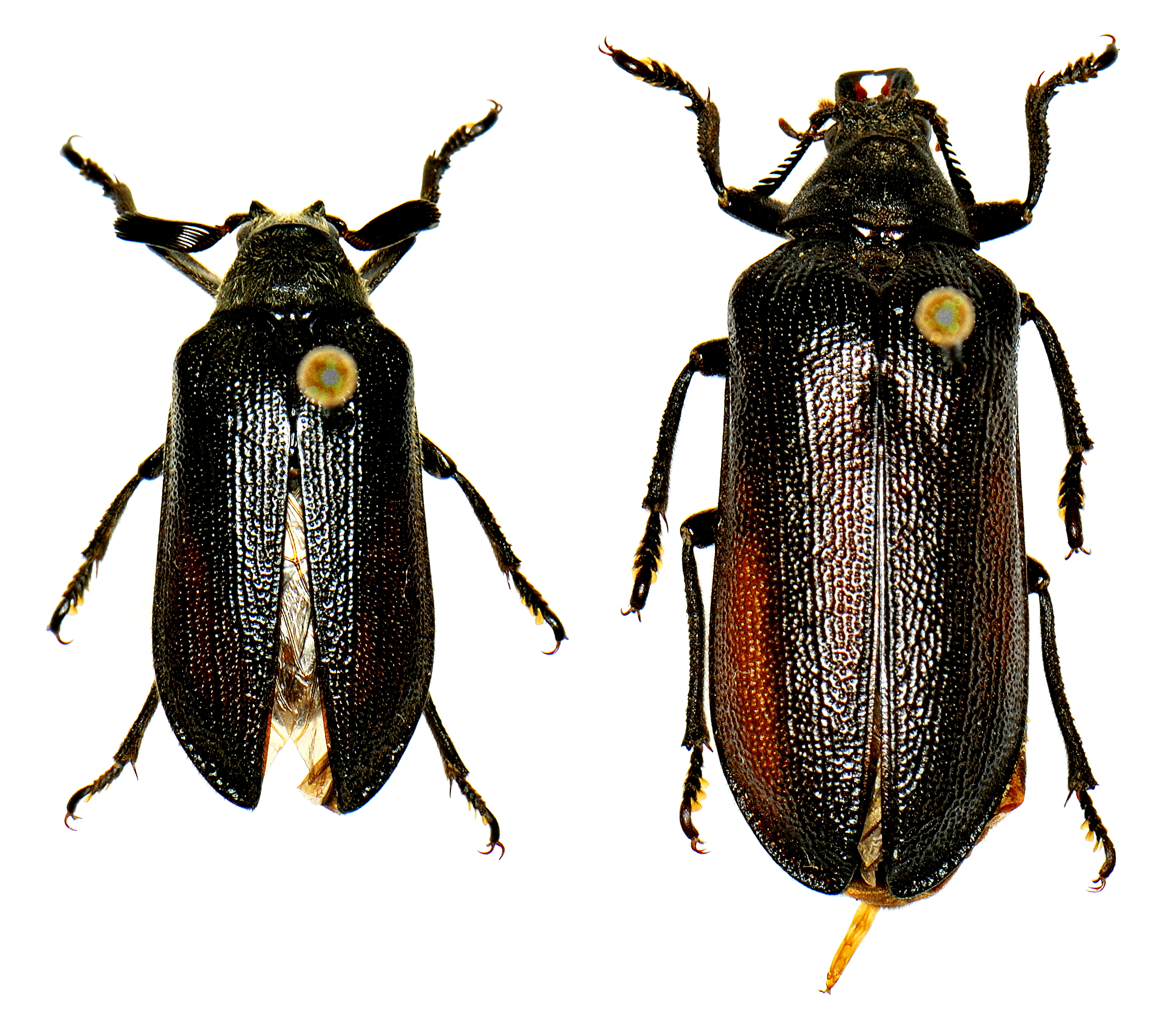
Sandalus niger

Rhipiceridae es una familia de insectos en el orden Coleoptera (escarabajos). Existen unos siete géneros y se han descripto 20 especies en Rhipiceridae.

## Géneros
Estos siete géneros pertenecen a la familia Rhipiceridae:
- Arrhaphipterus Schaum, 1862
- Callirhipis Latreille, 1829
- Chamoerhipis Latreille, 1834
- Oligorhipis Guérin-Ménéville, 1843
- Polymerius Philippi, 1871
- Rhipicera Latreille, 1817
- Sandalus Knoch, 1801